# Maria Ceratza (esposa de João Sismanes)
Maria Ceratza/Ciritza (em grego: Μαρία Κυράτζα; romaniz.: Maria Kyratza; em búlgaro: Мара Кераца), conhecida também apenas como Maria, foi uma imperatriz-consorte búlgara, primeira esposa do czar em Tarnovo João Sismanes (r. 1371–1395). 

## Obituário de Boril
Quase não existem fontes históricas sobre ela. Seu nome é mencionado no "Obituário de Boril" da seguinte forma:
| “ | ...a Maria Ceratza, a piedosa imperatriz ao grande imperador João Sismanes, eterna memória. À senhora Desislava, mãe da piedosa imperatriz Maria - com o grande imperador João Sismanes, chamada em forma angélica, Débora, eterna memória... | ” |
|   | — Obituário de Boril. |   |

A interpretação deste trecho não é certa e é possível que Maria e Maria Ceratza tenham sido duas mulheres diferentes. Sabe-se que João Sismanes teve uma segunda esposa, Dragana, filha do príncipe sérvio Lázaro  e da princesa Milica. Lázaro não se casou com ninguém chamado Desislava e, portanto, é possível que o nome da primeira esposa de Sismanes fosse apenas Maria, enquanto Dragana teria sido chamada de Maria Ceratza. Outra possibilidade é que tenha havido algum erro e as duas acabaram com os nomes invertidos no parágrafo.
Existe ainda a possibilidade que os nomes sejam de uma única pessoa, a primeira esposa do imperador, mencionada a primeira vez como Maria Ceratza e depois, apenas como Maria. Esta teoria, porém, levanta a questão do motivo de o nome da segunda esposa de João Sismanes ter sido omitido no obituário.
Já se sugeriu que Maria Ceratza seria descendente de uma importante família nobre da capital búlgara, Tarnovo. Os nomes das crianças do primeiro casamento de João Sismanes são desconhecidos. Ele teve três filhos, Alexandre, Asen e Fruzhin, mas não se sabe quem era filho de que esposa. É possível que ele tenha tido outros filhos que morreram ainda bebês e que tenham sido mencionados no "Obituário de Boril".